# Lou Myers
Pour les articles homonymes, voir Myers.
Lou Myers est un acteur afro-américain né le 26 septembre 1935 à Chesapeake, (Virginie-Occidentale) et mort le 20 février 2013 à Charleston (Virginie-Occidentale).

## Biographie
Lou Myers a été particulièrement remarqué en interprétant le personnage de Vernon Gaines dans la série télé américaine Campus Show (A Different World).

## Filmographie
(liste partielle)
- 1976 : The First Breeze of Summer (téléfilm) : le réverend Mosely
- 1988-1993 :  Campus Show (A Different World, série télé) : Vernon Gaines
- 1991 : Missing Pieces : le préposé
- 1994 : Cobb : Willie
- 1995 : The Piano Lesson (téléfilm) : Wining Boy
- 1995 : The Passion of Darkly Noon : Quincy
- 1996 : Tin Cup : Clint
- 1997 : Volcano : Pastor Lake
- 1998 : Bulworth de Warren Beatty : Oncle Tyrone
- 1998 : Goodbye Lover : le capitaine de police
- 1998 : Sans complexes (How Stella Got Her Groove Back) : Oncle Ollie
- 1998 : Mama Flora's Family (téléfilm) : Albie
- 1999 : The Stand-In : Half-Step Wilson
- 1999 : The Big Confession : Tommy
- 2000 : Everything's Jake : Abe
- 2000 : A Private Affair (téléfilm) : Lawrence
- 2001 : Un mariage trop parfait (The Wedding Planner) : Burt Weinberg
- 2001 : All About You : Toomie
- 2003 : The Fighting Temptations : Homer T.
- 2003 : Sweet Oranges (vidéo) : Mr. King
- 2003 : Nobody Knows Anything! : Blue Smoke Jones
- 2004 : Team Player : Coach Lou
- 2005 : Lackawanna Blues (téléfilm) : Ol' Po Carl